# Col d’Ornon
Der Col d’Ornon ist ein Alpenpass im französischen Département Isère der Region Auvergne-Rhône-Alpes. 
Die befahrbare Passstraße verbindet etwa in Nord-Süd-Richtung den auf 728 m Höhe gelegenen Ort Le Bourg-d’Oisans im Tal der Romanche (südlich von L’Alpe d’Huez), über den namengebenden Weiler Ornon im Norden und weiter nach Chantelouve im Süden, mit der Gemeinde Entraigues bzw. dem auf 673 m Höhe gelegenen Ort Valbonnais im Tal des Flusses Drac. 
Die Passhöhe liegt auf einer Höhe von 1367 m. Die maximale Steigung beträgt 8 %. Im Westen liegt das Massif du Taillefer, im Osten das Massif des Écrins. Die Entfernung zwischen Bourg-d’Oisans und Entraigues beträgt rund 30 km. Col d’Ornon ist auch ein kleines Wintersportgebiet.